# Роялистские путчи в Венгрии

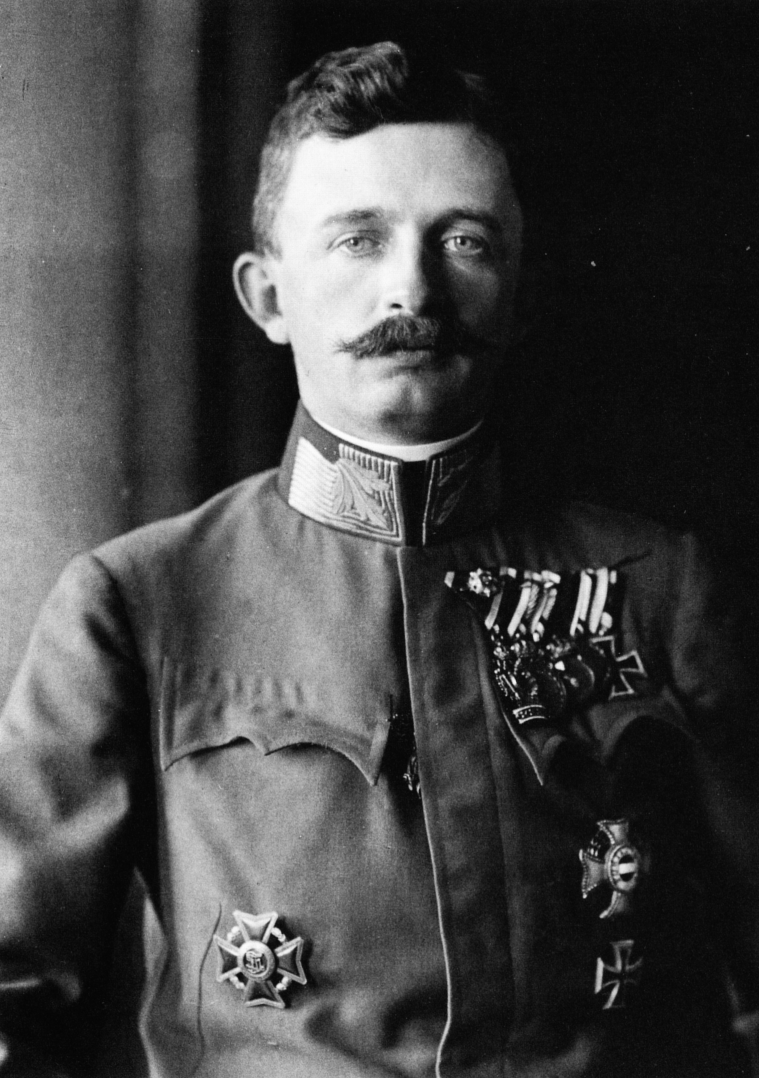
Карл IV, король Венгрии

Роялистские путчи в Венгрии (Первый роялистский путч, Второй роялистский путч; венг. első és második királypuccs) ― две попытки государственного переворота, предпринятые в 1921 году императором Австро-Венгрии Карлом I (который царствовал в Венгрии под именем Карл (Карой) IV) и его сторонниками после избрания Миклоша Хорти регентом Венгрии.

## Предыстория
13 ноября 1918 года, на фоне распада Австро-Венгрии, Карл издал прокламацию, в которой объявил о своём устранении от участия в государственных делах Венгрии. Он также освободил государственных служащих в венгерской части империи от присяги на верность. Это произошло через два дня после того, как он выступил с аналогичным заявлением об устранении от политики. Хотя эти заявления были похожи на отречение, император сознательно избегал использования данного термина, имея ввиду возможную перспективу восстановления своей власти в какой-либо из частей империи.
Последний венгерский премьер-министр Карла Михай Каройи воспользовался ситуацией и провозгласил независимую Венгерскую народную республику, а себя ― её временным президентом. Продолжающаяся оккупация союзников сделала положение Каройи безвыходным, и в марте 1919 года он был отстранён от власти группировкой социал-демократов и коммунистов, которые провозгласили образование Венгерской советской республики. При Бела Куне Венгрия стала второй в мире коммунистической страной. Однако правительство Куна было свергнуто уже в августе румынскими войсками. В конце концов, эрцгерцог Йозеф Август, двоюродный брат Карла, пришел к власти в качестве регента Карла, но был вынужден сложить с себя полномочия, когда союзники отказались признать его.
Вскоре стало очевидным, что союзники принципиально не приемлют реставрацию Габсбургов в Венгрии. В марте 1920 года Миклош Хорти, последний главнокомандующий австро-венгерского флота, стал регентом Венгрии.

## Пасхальный кризис
Первая попытка роялистского переворота была предпринята Карлом 26 марта 1921 года. В тот день была Великая суббота: сейм не заседал, работники дипломатического корпуса отдыхали в своих поместьях, а регент Хорти планировал спокойно провести праздник со своей семьей в королевском дворце. Карл, вдохновленный предложениями своего ближайшего швейцарского окружения и доверительным обещаниям со стороны определённых европейских роялистских кругов, воспользовался моментом. Несмотря на предупреждения многих своих сторонников и самого Хорти о том, что тогда было неподходящее время для возвращения на трон, Карл был оптимистичен, полагая, что сама новость о его возвращении в Венгрию и готовность Хорти передать власть вернёт любовь венгров к своему королю. Проведя секретные переговоры с премьер-министром Франции Аристидом Брианом, Карл получил обещания о французской поддержке в случае, если он добьется успеха. Бриан заверил его в том, что никакого вооруженного вмешательства со стороны соседей Венгрии не будет.
В то время в венгерском парламенте доминировали две правые монархические партии: Партия христианского национального союза и Независимая партия мелких хозяев. Разница между ними заключалась в том, что большинство членов Христианского союза были легитимистами, считали Карла IV законным королем Венгрии и выступали за восстановление его на престоле. Большинство мелких хозяев были непредрешенцами и считали, что теперь венгры могут свободно выбирать королём кого угодно.
С обрезанными усами и снабженный поддельным испанским паспортом, Карл покинул свою швейцарскую виллу и 26 марта незаметно прибыл в Сомбатхей. Там он направился во дворец графа Яноша Микеса, известного легитимиста; новость быстро распространилась среди местных легитимистов, и к раннему часу 27 марта у Карла был созван небольшой тайный совет, в который вошли Йожеф Васс, министр образования Хорти, и полковник Антал Лехар. Последний предоставил себя и своих солдат в распоряжение Карла, но предупредил о значительных рисках вооружённого столкновения. Карл согласился вызвать премьер-министра графа Пала Телеки (который останавливался поблизости) для переговоров. Телеки, проснувшийся в 2 часа ночи, пробормотал Карлу «слишком рано, слишком рано» и призвал его вернуться, заявив, что в противном случае разразится гражданская война и вмешается Малая Антанта. В конце концов было решено, что Карл должен встретиться с Хорти. Телеки уехал на машине в Будапешт в 6:30 утра, а Карл последовал за ним через час. Автомобиль Телеки прибыл в тот же день намного позже, свернув не в ту сторону; некоторые подозревают, что «неверный поворот» был предлогом для Телеки не вмешиваться, поскольку дорога Сомбатхей-Будапешт прямая.
Карл прибыл во дворец совершенно неожиданно рано днём 27 марта, как раз в то время, когда Хорти сидел на пасхальном ужине со своей женой. Адъютант Хорти попытался увести его от стола, но жена Хорти Магдолна Пургли настояла на том, чтобы её муж по крайней мере смог спокойно доесть суп. Затем Хорти удалился и, не имея времени позвонить своим советникам, сам постарался разобраться в ситуации. Через несколько минут он обнял Карла и повёл его в кабинет регента (бывший королевский кабинет). Затем последовал эмоциональный двухчасовой разговор, который Хорти позже охарактеризовал как «самые трудные моменты в моей жизни» и «совершенно одиозный» опыт. Карл поблагодарил Хорти за его службу в качестве регента, но сказал, что пришло время «передать власть мне». Хорти ответил: «Это катастрофа. Во имя Бога, Ваше Величество должно немедленно уехать и вернуться в Швейцарию, пока не стало слишком поздно и державы узнали о вашем присутствии в Будапеште». Карл сказал, что он «сжёг мосты», и, говоря по-немецки, провёл остаток встречи, используя многочисленные аргументы, чтобы сломить встревоженное сопротивление Хорти. Он напомнил Хорти о его личной клятве верности, которую он в слезах принёс ему во дворце Шёнбрунн в ноябре 1918 года, и о клятве верности Габсбургской династии, от которой он так и не был освобожден. Хорти напомнил ему, что совсем недавно он принес присягу венгерскому народу. Потрясённый упорством Хорти, Карл в конце концов сказал: «Я придерживаюсь своей позиции. Даю тебе пять минут на размышление». Во время этого перерыва Хорти взял себя в руки (Карл казался ему измученным) и решив, что риск гражданской войны слишком велик, а к заявлению Карла о том, что Бриан обещал ему поддержку, следует относиться скептически.
Ими было достигнуто предварительное трёхнедельное перемирие, которое оба истолковали по-разному. Хорти ожидал, что Карл покинет Венгрию и либо отправится походом на Вену, либо уйдет в Швейцарию. Карл предполагал, что вне зависимости от того, вторгнется он в Австрию или нет, Хорти будет стремиться способствовать его реставрации на протяжении этих трёх недель. Выйдя через черный ход и простудившись (пальто ему не дали), Карл уехал в Сомбатхей, а Хорти провёл вечер, рассказывая своим подчинённым о встрече всё более и более драматично. В течение следующих нескольких дней оба мужчины оставались твёрдыми в своих намерениях, но положение Карла начало ухудшаться. 28 марта чехословацкие и югославские посланники заявили, что реставрация будет предлогом для объявления войны; 1 апреля сейм (при воздержании легитимистов) принял резолюцию в поддержку Хорти и статус-кво. Участились призывы к аресту Карла (Хорти категорически противился им); к 3 апреля Бриан публично опроверг факт заключения между ними какой-либо сделки. Поскольку армия всё ещё была верна Хорти, Карл неохотно уехал поездом 5 апреля, достигнув дворца Гертенштейна на следующий день. 7 апреля в венгерских газетах было опубликовано его заявление о том, что он по-прежнему является законным правителем Венгрии. Швейцарское правительство ввело более строгие ограничения на его политическую деятельность.
Карл покинул Венгрию с глубокой неприязнью к Хорти, настаивая на своей вере в то, что великие державы не выступят против его восстановления и что (несмотря на голосование в парламенте) венгерский народ искренне жаждал его возвращения. Фактически, в Венгрии во время «пасхального кризиса» не было никаких демонстраций в его поддержку, за исключением традиционно роялистских западных районов. Хотя в Сомбатхей к нему отнеслись уважительно, офицеры колебались в своей поддержке, а жители в целом проявили равнодушие. Потрясённый и получивший удар по своей репутации Телеки ушёл в отставку 6 апреля, а Хорти назначил на его место графа Иштвана Бетлена восемь дней спустя.

## Интерлюдия
В июне легитимисты, предполагая, что правительство не предпринимает никаких реальных действий по возвращению Карла, начали крупную кампанию против Хорти и Бетлена. Хотя Бетлен в душе был легитимистом, он достаточно трезво оценивал ситуацию, чтобы понять, что в то время у реставрации монархии не было шансов. Легитимисты стремились подорвать престиж Хорти, ослабить его власть и создать благоприятные условия для возвращения Карла. В ответ Хорти и Бетлен начали секретные переговоры с лидерами легитимистов в начале августа (предпочитая иметь дело с ними, а не с демократической фракцией мелких хозяев Иштвана Сабо де Надьятада). В принципе, ещё в августе правительство начало готовить возвращение Карла: например, в конце того же месяца венгерский министр в Париже сообщил руководству французского МИДа, что его возвращение неизбежно из-за общественного мнения.

## Марш на Будапешт
21 октября Бетлен, достигнув соглашения с лидером легитимистов Андраши, выступил с несвоевременной речью перед умеренными легитимистскими аристократами в Пече, заявив, что «осуществление королевской власти ― это не только право, но и необходимость»; что заявление Карла от ноября 1918 года об отказе от участия в ведении государственных дел было сделано под принуждением и, следовательно, недействительно; и что он начнёт переговоры с великими державами в «подходящее время», чтобы убедить их согласиться на реставрацию. Однако он также осудил попытки восстановить Карла на престоле силой.
Накануне, продиктовав своё завещание, Карл совершил смелый полёт (двигатель самолета несколько раз останавливался) из аэропорта Дюбендорфа на моноплане Ad Astra Aero Junkers F 13, тайно приземлившись в западной Венгрии. 23 октября в Бургенланде должен был состояться плебисцит по Версальскому договору (с выбором между Австрией и Венгрией), а в середине октября полковник Легар, граф Дьюла Остенбург-Моравек и другие офицеры-легитимисты решили воспользоваться напряженной ситуацией, отправив Карлу сообщение о том, что он должен попытаться захватить власть до 23 октября. Они писали: «Внутриполитическая ситуация такова, что, когда Его Величество войдёт в Будапешт, не следует ожидать какого-либо сопротивления. Напротив, реставрацию повсюду встретят ликованием». Не будучи информированным о том, что некоторые из наиболее известных легитимистов Венгрии ничего не знали о плане, Карл подумал, что это был долгожданный крик о помощи от венгерского народа, сказав: «венгры нуждаются во мне». Он был готов взять власть силой и предполагал, что Малая Антанта не сможет атаковать в течение дня или двух, и что к тому времени великие державы признают факт как свершившийся.
После посадки на поле, принадлежавшему легитимисту графа Йожефу Цираки в селе Денешфа, Карл быстро направился к Шопрону. Не имея намерения искать компромисс с Хорти, правительство которого он отныне считал нелегитимным, король сформировал временное правительство в составе:
- Премьер-министр: Иштван Раковски.
- Министр внутренних дел: Эдён Беницки.
- Министр иностранных дел: граф Дьюла Андраши, (Карл считал его очень скептически настроенным и разочарованным в своём деле, но тем не менее послушным).
- Министр финансов и промышленности: Густав Грац.
- Министр обороны: барон Антал Легар.
- Министр образования: граф Альберт Аппоньи.

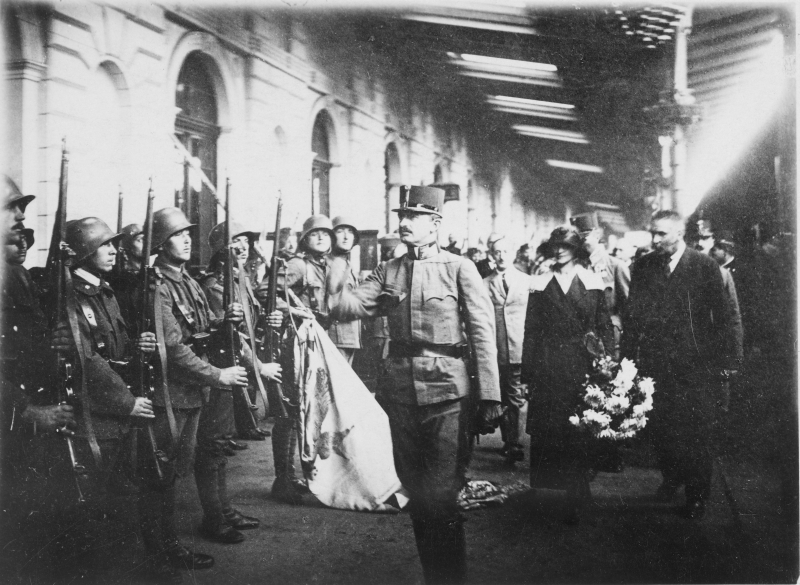
Королевская чета в Шопроне, 21 октября 1921 года.

Во второй половине дня 21 октября, когда выступал Бетлен, в Шопроне снаряжалась группа бронепоездов. Эту королевскую армаду охраняли солдаты Остенбурга, которым, по-видимому, сказали, что в Будапеште вспыхнул восстание коммунистов и Хорти призвал Карла помочь восстановить порядок. На оживленной массовой церемонии батальон принес традиционную для Гонведа присягу на верность «Карлу Габсбургу, королю Венгрии и королю Богемии». Отправившись в Будапешт (190 км от города) поздним утром, армада больше походила на церемониальную экскурсию по сельской местности, а не на безжалостное военное наступление, останавливаясь на каждой деревенской станции, чтобы местный гарнизон и государственные чиновники принесли клятву верности и позволили группам лояльных крестьян петь «Да здравствует король!» и отдать дань уважения королевской чете. Чтобы преодолеть 80 км, им потребовалось десять часов. Эта задержка позволила Хорти перегруппироваться.
Сообщение о путче дошло до Хорти 21 октября; он был шокирован тем, что Лехар и Остенбург предали его. Бетлен председательствовал на заседании кабинета министров на следующее утро в 9:30, и там он сообщил о своём решении о том, что в случае необходимости верными правительству войсками будет применена сила. Хорти, сославшись на опасность того, что Венгрия будет разрушена, сделал воинственное заявление о том, что он сохранит власть, и потребовал лояльности от своей армии. Многие офицеры, особенно старшие, предпочли начать выжидать, а большинство из тех, чьи подразделения стояли на пути королевской армады, сочли невозможным (или нецелесообразным) оказать сопротивление Карлу. Офицеры и солдаты гарнизона Дьёра дали ему клятву верности примерно в то же время, когда Хорти выступил со своим заявлением; Позднее в тот же день перед Карлом капитулировал и Комаром. Высшие офицеры Будапешта не хотели брать на себя командование правительственными войсками, и некоторые из них отказались от этой задачи. Кроме того, из двенадцати командиров батальонов за пределами Будапешта только двое сообщили о том, что они могут достичь города готовыми к бою к 23 числу, а гарнизон Будапешта подозревался в ненадежности. Державы Антанты подтвердили своё несогласие с реставрацией, в то время как чехословацкие, югославские и румынские министры заявили, что такой шаг будет рассматриваться как casus belli. Хорти послал Карлу письмо, умоляя его сдаться, но тот даже не прочитал его. Однако Дьюле Гёмбёшу удалось собрать разношерстный батальон из 400 ― 500 плохо оснащённых добровольцев (в основном студентов Будапештского университета), который пошёл на усиление скудной армии.
Утром 23 октября Венгрия оказалась на грани гражданской войны. Армия Карла находилась на окраине Будапешта, в 32 км свободного пути от пригородной железнодорожной станции Келенфельд. В Будапеште было объявлено военное положение, а Чехословакия, по сообщениям, начала проводить мобилизацию. Британский посланник Томас Холер отправил в Лондон телеграмму, в которой утверждал, что «всё потеряно», ожидая прибытия Карла в Будапешт этим днём. Хорти получил известие о том, что, если легитимисты начнут атаку, оборона рухнет.
Однако в 9:00 чаша весов начал клониться в сторону Хорти, когда генерал Паль Хегедюш, легитимист, прибыл на станцию Келенфельд. После некоторых колебаний, его уговорили лично увидеть Хорти и Бетлена. Последний осудил «безумное предприятие» Карла, а Холер сообщил Хегедюшу, что Британия «никогда не признает Карла и никогда не допустит возвращения Габсбургов». Он предупредил, что Будапешт, если он будет взят королевскими войсками, будет оккупирован чехами в течение недели. Хегедюш, который сначала поверил заверениям Карла о том, что великие державы его поддерживают, теперь отрицал свою связь с ним и предлагал заключить перемирие.
После встречи с генералом Хорти отправился с Гембёшем на станцию, которую охраняли в основном добровольцы. В воодушевляющей речи он призвал войска удерживать свои позиции, иначе Австро-Венгрия будет возрождена, а Венгрия вернётся в подчинённое положение. Гёмбёш призывал солдат сражаться, утверждая, что армия Карла состоит в основном из «австрийских и чешских авантюристов».
Это придало смелости солдатам правительственной армии. Всё утро в направлении сил Карла велись спорадические обстрелы. Кроме того, незадолго до полудня передовой отряд армии Остенбурга был обстрелян, когда подходил к станции. В единственном значительном военном столкновении за весь путч, четырнадцать солдат правительственных войск и пять солдат Остенбурга были убиты в стычке при Будаэрше (деревне недалеко от столицы). Сообщение о перестрелке (которая обернулась победой сил правительства) наэлектризовало офицеров короля, поскольку они предполагали, что марш на Будапешт будет бескровным; впереди ясно очертилась перспектива начала гражданской войны.
К полудню 23 октября преимущество ясно перешло в сторону Хорти, и регент начал вести себя более уверенно. В полдень, когда Хегедюш вернулся в королевский военный штаб к востоку от Келенфельда, настроение в венгерском офицерском корпусе также стало более прохортистским. Их разочарование Карлом усугублялось тем фактом, что многие считали, что Хорти приветствует возвращение короля и что марш был в основном церемониальным, а никакого восстания большевиков нет. Увидев, что Хорти был полон решимости сопротивляться, Карл неохотно согласился на переговоры, договорившись о перемирии до следующего утра.
Переговоры начались в Биаторбаде в 8 часов утра 24 октября, когда Хорти имел решающее военное преимущество. Им были составлены суровые условия (Карла призвали приказать своим войскам сложить оружие и передать всё снаряжение); Карлу гарантировалась личная безопасность, если он откажется от престола в письменной форме. Взамен все сторонники реставрации, «кроме агитаторов и главарей», будут амнистированы. Пока Карл читал эти условия, раздались выстрелы, и шальная пуля попала в королевский поезд; его быстро затолкали в поезд, который двинулся на запад. Возмущенные Лехар и Остенбург призвали к «последнему бою» и «борьбе до последней капли крови», но Карл, признав своё поражение, приказал остановить поезд и крикнул из окна: «Лехар! Остенбург! Остановитесь и возвращайтесь сюда! Я запрещаю сражаться дальше! Теперь это всё бессмысленно...». Затем он продиктовал приказ о капитуляции.
Теперь правительство решительно принялось за восстановление внутреннего порядка и разрядку растущего международного кризиса. Были арестованы видные легитимисты, такие как граф Сиграй, граф Андраши и Густав Грац. Король и королева, временно укрывшиеся в имении графа Морица Эстерхази, были арестованы в Тате и помещены под стражу в монастыре в Тихани. Карл выполнил все требования, за исключением того, что он так и не отрёкся от престола.
Несмотря на явную победу правительства, Чехословакия и Югославия отказались демобилизовать армейские дивизии, которые размещались на границах Венгрии. 29 октября Эдвард Бенеш, министр иностранных дел Чехословакии, в надежде воспользоваться ситуацией, представил Будапешту ультиматум, пригрозив вторжением, если Габсбурги не будут свергнуты, Малая Антанта не будет участвовать в разоружении Венгрии, а Венгрия не проявит готовности выплатить компенсацию Праге за мобилизацию войск. Хорти ответил, что это возмутительно, хотя Холер отговорил его от мобилизации собственной армии для сопротивления вторжению. 1 ноября, когда вторжение казалось неизбежным, Бетлен сообщил Холеру, что Венгрия полностью отдаёт себя в руки великих держав и будет подчиняться их решениям. Он заверил, что будет принят закон, исключающий Габсбургов от наследования престола, а Хорти приказал своим офицерам эвакуировать всех повстанцев из западной Венгрии, иначе он сделает это сам.

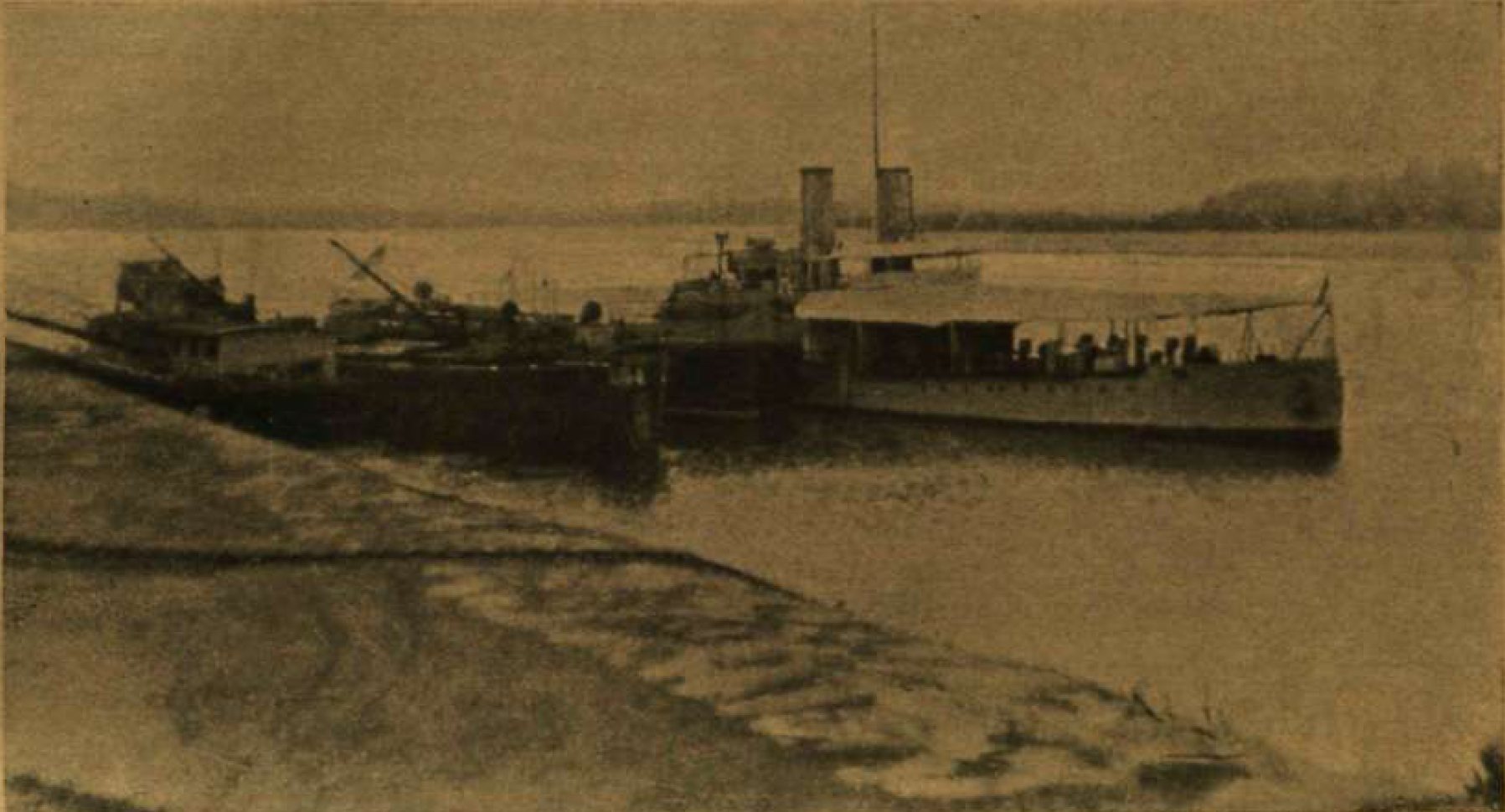
HMS Glowworm на стоянке в Байя

Манёвр Бетлена, мольбы Хорти, отъезд Карла и Циты 1 ноября, а также строгие британские и французские предупреждения Бенешу разрядили кризис. 3 ноября, через несколько часов после того, как британская канонерская лодка HMS Glowworm покинула венгерские воды с королевской семьей на борту, Бетлен представил парламенту законопроект, отменяющий Прагматическую санкцию 1713 года. Принятие закона 6 ноября, по сути, свергло династию Габсбургов, хотя Венгрия оставалась монархией, а Габсбург теоретически мог быть избран королём в будущем. Карл, переправившись по Дунаю в Галац в Румынии, позже был вынужден бежать на Мадейру. Его здоровье ухудшалось месяц за месяцем и 1 апреля 1922 года он умер. Было ясно, что его десятилетний сын и наследник Отто не будет играть активной политической роли в течение многих лет, и венгерское роялистское движение никогда не восстановит своё прежнее влияние. Однако, к удивлению многих, вскоре после этого Хорти появился на поминальной службе по Карлу в церкви Матьяша в Будапеште, исполнив последний долг перед своим бывшим королём.